# Europa der Nationen (Fraktion)
Europa der Nationen war eine Fraktion im Europäischen Parlament. Sie gilt als erste dezidiert EU-kritische Fraktion im Europaparlament. Sie wurde hauptsächlich von der französischen Wahlliste Majorité pour l’autre Europe dominiert, die sich im November 1994 unter dem Namen Mouvement pour la France (MPF) als Partei konstituierte. Die Fraktion wurde nach dem MPF-Vorsitzenden Philippe de Villiers auch „Villiers-Gruppe“ genannt. Weiteres bekanntes Mitglied war der britische Milliardär James Goldsmith, der ebenfalls über Villiers Liste gewählt worden war und bis 1997 Fraktionsvorsitzender war.
Die Fraktion wurde nach der Europawahl 1994 unter dem Namen Fraktion Europa der Nationen (Koordinierungsgruppe) gegründet. Bei Gründung hatte sie 19 Mitglieder. Nach dem 1996 zwei Mitglieder der MPF zur konkurrierenden nationalkonservativen Union für Europa (UfE) gewechselt waren, rutschte die Fraktion unter die Mindestzahl von 18 Abgeordneten (aus drei Ländern). Sie wurde daraufhin am 10. November 1996 aufgelöst.
Nachdem James Nicholson, der einzige Abgeordnete der Ulster Unionist Party, als neues Mitglied gewonnen werden konnte – Nicholson war zuvor in der EVP-Fraktion – konnte sich die Fraktion am 13. Januar 1997 neu konstituieren. Sie nahm den leicht geänderten Namen Fraktion der Unabhängigen für das Europa der Nationen (I-EDN) an. Nachdem die Fraktion nun Mitglieder aus vier Ländern hatte, war die notwendige Mindestzahl 14 Abgeordnete. Die Fraktion konnte damit bis zum Ende der Wahlperiode bestehen, obwohl drei weitere MPF-Politiker die Fraktion verließen. Zum Schluss hatte die Fraktion noch 15 Mitglieder.
Bei der Europawahl 1999 trat die MPF auf einer gemeinsamen Liste mit der Rassemblement pour la France an. Die über diese Liste gewählten Abgeordneten schlossen sich der Fraktion Union für das Europa der Nationen an, in der auch die Union für Europa aufging. Die dänischen und niederländischen Mitglieder der I-EDN gründeten mit neu ins Parlament gewählten Abgeordneten eine neue EU-skeptische Fraktion namens Europa der Demokratien und der Unterschiede. Nicholson kehrte zur EVP-Fraktion zurück.

## Mitglieder
| Land                   | Partei                              | Sitze | Mitglieder |
| ---------------------- | ----------------------------------- | ----- | --- |
| Dänemark               | JuniBevægelsen                      | 2     | Ulla Margrethe Sandbæk, Jens-Peter Bonde |
| Dänemark               | Folkebevægelsen mod EU              | 2     | Ole Krarup, Lis Jensen |
| Frankreich             | Mouvement pour la France            | 13/8  | Charles de Gaulle (bis 19. April 1999, danach fraktionslos), Georges Berthu, James Goldsmith (18. Juli 1997 verstorben), Françoise Seillier, Hervé Fabre-Aubrespy, Frédéric Striby, Philippe de Villiers (bis 15. Juni 1997, zurückgetreten), Anne Christine Poisson (bis 31. Oktober 1996, danach UfE), Marie-France De Rose (bis 1. Dezember 1998, danach EVP), Édouard des Places, Dominique Souchet, Philippe-Armand Martin (bis 14. April 1996, danach UfE), Thierry Jean-Pierre (bis 18. November 1998, danach EVP), Eric Pinel (17. Juni 1997 bis 12. Mai 1998, Nachrücker, später fraktionslos), Stéphane Buffetaut (Nachrücker ab 20. Juli 1997), Raymond Chesa (ab 29. Dezember 1998, zuvor UfE, gewählt für RPR) |
| Niederlande            | Gereformeerd Politiek Verbond       | 1     | Johannes Blokland |
| Niederlande            | Staatkundig Gereformeerde Partij    | 1/–   | Leen Van Der Waal (bis 1. September 1997, zurückgetreten) |
| Niederlande            | Reformatorische Politieke Federatie | –/1   | Rijk Van Dam (ab 2. September 1997, Nachrücker) |
| Vereinigtes Königreich | Ulster Unionist Party               | –/1   | James Nicholson (ab 20. Dezember 1997, zuvor EVP) |

## Vorstand
| Zeitraum                           |                                                     |
| ---------------------------------- | --------------------------------------------------- |
| 19. Juli 1994 – 10. November 1996  | James Goldsmith                                     |
| 13. Januar 1997 – 12. Mai 1997     | James Goldsmith                                     |
| 13. Mai 1997 – 17. September 1997  | Jens-Peter Bonde, Georges Berthu                    |
| 18. September 1997 – 19. Juli 1999 | Jens-Peter Bonde, Georges Berthu, Johannes Blokland |